# Palciîkî, Bahmaci
Palciîkî (în ucraineană Пальчики) este localitatea de reședință a comunei Palciîkî din raionul Bahmaci, regiunea Cernihiv, Ucraina.

## Demografie
Componența lingvistică a localității Palciîkî
     Ucraineană (99,08%)
     Alte limbi (0,92%)
Conform recensământului din 2001, majoritatea populației localității Palciîkî era vorbitoare de ucraineană (99,08%), existând în minoritate și vorbitori de alte limbi.